# NGC 4588
NGC 4588 (również PGC 42277 lub UGC 7810) – galaktyka spiralna z poprzeczką (SBc), znajdująca się w gwiazdozbiorze Panny. Odkrył ją William Herschel 13 kwietnia 1784 roku.